# Masdevallia macropus
Masdevallia macropus är en orkidéart som beskrevs av Friedrich Carl Lehmann och Friedrich Fritz Wilhelm Ludwig Kraenzlin. Masdevallia macropus ingår i släktet Masdevallia och familjen orkidéer. Inga underarter finns listade i Catalogue of Life.